# Librije (Zutphen)
La Librije est une bibliothèque exceptionnelle créée en 1561 située dans l'enceinte de l'église de Saint-Walburge près de la place du 's-Gravenhof à Zutphen.
C'est l'une des rares bibliothèques encore en place où les ouvrages sont rattachés par des chaînes et qui a été conservée à son emplacement d'origine. Deux autres bibliothèques connues de ce type sont situées à Cesena, en Italie (la bibliothèque Malatestiana) et à Hereford, en Angleterre.
La collection de Zutphen comprend environ 750 livres, dont plusieurs sont enchaînés à des bibliothèques à lutrins datées du XVIe siècle pour les plus anciennes.
La bibliothèque contient une collection d'incunables, des livres datant de la première période d'impression, de la seconde moitié du XVe siècle. De nombreux ouvrages sont uniques, le seul exemplaire connu d'une édition particulière. Un ouvrage important de la bibliothèque est une première édition du De revolutionibus orbium coelestium de Nicolas Copernic (Nuremberg, 1543). Elle conserve également la copie la plus complète du Seespiegel (Amsterdam, 1623) de Willem Blaeu.
En 2008, un catalogue de la bibliothèque est apparu pour la première fois depuis 1903, le Catalogue Librije Zutphen, sur lequel l'équipe travaillait depuis dix ans.

## Sources
- (nl) Fiche du monument historique n°41195 sur le site web des Monuments nationaux néerlandais